# Paul Faucher (éditeur)
 (août 2024).
Pour les articles homonymes, voir Paul Faucher, Faucher, Paul François et François.
Paul Faucher, né le 24 novembre 1898 à Pougues-les-Eaux (Nièvre) et mort le 14 mars 1967 à Paris 5e, est un éditeur, écrivain, libraire et directeur de collection français. 
Pionnier de l'Éducation nouvelle et fervent connaisseur de la pédagogie active, il fonde en 1931 la collection des « Albums du père Castor » aux éditions Flammarion.
Auteur de livres pour la jeunesse, il a publié sous le pseudonyme de Paul François, La Grande Panthère noire, Trois petits cochons, La Chèvre et les biquets, Les bons amis, Bravo tortue, ou encore Chante pinson, dans la collection Père Castor.

## Biographie

### Formation et débuts dans la librairie
Paul Faucher se forme à la mécanique ainsi qu'au métier d'instituteur. En 1916 il s'engage comme chef-brigadier, participe à la bataille de Verdun comme artilleur et rapidement des responsabilités importantes lui sont confiées. En 1920 il est employé à l'Union mutuelle centrale des victimes et dommages causés par la Guerre et s'initie aux aspects juridiques, commerciaux, et techniques de l'entreprise. Mais son goût pour les livres et la lecture l'incite à changer de voie. 
En 1921, Paul Faucher répond à une annonce et devient commis libraire dans une des librairies du réseau de points de vente Flammarion, à Paris. Six mois plus tard, son chef de service lui confie le département « Beaux livres » de la librairie Flammarion située à Lyon ; il y développe de nouveaux services et rédige un bulletin d'information dédié à la clientèle.
En 1923, il gravit les échelons et devient gérant de la librairie Flammarion du Havre, en perte de vitesse depuis la Guerre. La situation maritime de ce port l'incite à établir des relations avec des représentants éditoriaux étrangers. Il fait la rencontre de Tony Guéritte, conseiller du commerce extérieur de la France à Londres, et de son épouse Madeleine, qui avaient fondé deux années plus tôt avec le pédagogue Roger Cousinet, une société, La Nouvelle Éducation, affiliée à la Ligue internationale pour l'éducation nouvelle (LIEN). La Nouvelle Éducation met en avant les qualités intellectuelles, artistiques, manuelles et sociales de chaque enfant. Paul Faucher adhère à ce mouvement et en devient plus tard « le sergent recruteur ». Il y trouve des réponses aux questions qu'il n'a cessé de se poser sur l'éducation. Au sein de la librairie du Havre il constitue une bibliothèque pédagogique et un système d'échange de livres s'amorce. Le premier livre en circulation choisit par Paul Faucher est L'Activité spontanée chez l'enfant d'Adolphe Ferrière.

### Pionnier de La Nouvelle Éducation
En 1924 il regagne Paris, appelé à fonder une nouvelle librairie Flammarion rue du Faubourg-Saint-Honoré. Ce lieu devient un carrefour incontournable pour toutes les personnalités proches de La Nouvelle Éducation. En 1925, aux côtés de Marguerite Reynier (professeure au Lycée Montaigne, Paris), Jean Baucomont (instituteur à Garches), il fonde le Bureau français d'éducation (BFE). En 1926, plus de trente ans avant la Déclaration des droits de l'enfant (Nations unies, 1959), Paul Faucher rédige avec Baucomont et Reynier, une Déclaration de principes des droits de l'enfant, introduite par ces mots : « L'enfant est une espérance à respecter, à protéger, à aider ».
Paul Faucher fréquente régulièrement la Bibliothèque de l'Heure joyeuse et adhère à l'Institut Jean-Jacques Rousseau de Genève, créé par Édouard Claparède.
En 1927, Paul Faucher créé sous l'égide de Flammarion une collection intitulée « Éducation ». Cette même année, il participe à l’organisation des Décades de Pontigny qui réunissent toutes confessions et toutes origines politiques confondues, les intellectuels de l'époque. Lors du IVe Congrès international de pédagogie de Locarno, il rencontre František Bakule, pédagogue tchèque, pionnier de la Nouvelle Éducation. Par le chant, les activités manuelles, la présentation de spectacles de marionnettes, cet éducateur et son assistante Lida Durdikova, viennent en aide à des enfants démunis et soulèvent l'enthousiasme. De sa rencontre avec František et Lida nait l'idée de s'adresser directement aux enfants et, à partir de 1929, Paul Faucher réfléchit à un « catalogue anticipé » constitué de titres d'albums. Il étudie avec l'appui de Lida, qui deviendra son épouse en 1932, le problème du livre pour enfant sous tous ses aspects.

### L'éditeur
Il propose à Flammarion son projet et, en 1931, sont créés les Albums du père Castor. S'inspirant de modèles soviétiques (très marqués par l'esthétique constructiviste), il souhaite des albums souples, légers, privilégiant l'image et la manipulation. Le prix peu élevé, accessible à tous les milieux constitue une véritable innovation. Le premier album, Je fais mes masques, illustré par Nathalie Parain, est une révolution dans l'édition française pour la jeunesse. Entre 1932 et 1939, 80 albums sont publiés, les premiers mettent en avant le découpage, les travaux manuels et artistiques, les suivants déploient des histoires, des poésies, des contes pour émerveiller mais aussi pour donner à comprendre. La série « Roman des bêtes » écrite par Lida conquiert très vite son public en rendant hommage aux animaux à travers des descriptions détaillées,  et précises.

### Après 1945
Durant la Seconde Guerre Mondiale, Paul Faucher rallie ses terres familiales situées en zone libre. Depuis Forgeneuve (Meuzac, Haute-Vienne), accompagnés de quelques collaborateurs — auteurs et illustrateurs — il continue à publier. La série « Les petits castors » voit le jour, son format réduit et la restriction des couleurs sont la conséquence des difficultés de ravitaillement en papier et le surcoût lié à l'impression.
En 1946 et 1947, à Paris, sont créés l’École du père Castor et l'Atelier du père Castor, dans le boulevard Saint-Michel, avec pour ambition de proposer aux enfants, aux éducateurs et pédagogues du matériel didactique. L'École ferme en 1961, laissant émerger l'École nouvelle d'Antony, elle aura été un lieu d'approches pédagogiques concrètes pour mieux comprendre l'univers de l'enfance.
En 1948, la collection « Les enfants de la Terre », richement documentée, offre une vision du monde hors de nos frontières, et parmi les titres publiés, Apoustiak le petit flocon de neige, Jan de Hollande, Mangazou le petit Pygmée, marquent toute une génération d'enfants.
Entre 1931 et 1967, année de sa mort, Paul Faucher et ses collaborateurs ont publié 320 albums.
Après la disparition de Paul Faucher, son fils François Faucher reprend la direction de la collection des « Albums du père Castor ».

## Postérité
En 2005, François Faucher fait don à la Communauté de communes Briance Sud Haute-Vienne, des archives relatives aux albums du père Castor. Depuis 2006, cet ensemble unique de documents imprimés, iconographiques et manuscrits, bénéficie après plusieurs classements, de missions de valorisation auprès du public au sein de la Maison du père Castor, située à Meuzac en Haute-Vienne, sur les terres familiales.
En 2017, les archives relatives au travail de Paul Faucher sont inscrites au registre « Mémoire du monde » de l’Unesco. Elles témoignent d’un remarquable état de conservation, constituent une mémoire exemplaire de l’histoire de la littérature jeunesse et donnent à voir le socle et l’essor d’une révolution pédagogique. Le caractère unique de ce fonds reste pour les professionnels et le grand public un gisement culturel et cultuel.

## Ouvrages publiés sous son nom
- 1934 : Jeu des portraits[3], conception et ill. de Georges Tcherkessof, coll. « Albums du Père Castor », Paris, Flammarion.
- 1941 : Mes amis, illustrations de Feodor Rojankovsky, collection Père Castor no 97, Flammarion
- 1941 : Rôles de bêtes, illustrations de Feodor Rojankovsky, Père Castor no 100
- 1941 : Une histoire de souris, illustrations de Feodor Rojankovsky, Père Castor no 101
- 1942 : La Maison des oiseaux, illustrations de Feodor Rojankovsky, Père Castor no 102
- 1944 : Trois tours de renard, illustrations d'André Paul, Père Castor no 119
- 1950 : Bravo tortue, illustrations de Romain Simon, Père Castor no 185
- 1950 : Chante pinson, illustrations de Romain Simon, Père Castor no 186
- 1954 : Jan de Hollande, écrit avec Jean-Michel Guilcher, illustrations de Gerda Muller, Père Castor no 232
- 1958 : Trois petits cochons, illustrations de Gerda Muller, Père Castor no 262
- 1958 : Les Oiseaux de la nuit, photographies d'Eric J. Hosking, textes d'E. Bösiger et Paul Faucher, Père Castor no 266
- 1959 : Les Bons amis, , illustrations de Gerda, Père Castor no 271
- 1959 : Une histoire de souris, illustrations de Gerda Muller, Père Castor no 273
- 1959 : Grégoire, petit paysan du Moyen Âge, illustrations de Bénédicte de la Roncière, textes de Charles de la Roncière et Paul François, Père Castor no 274
- 1960 : Trois tours de renard, illustrations de Beuville, Père Castor no 278
- 1960 : Drôles de bêtes, illustrations de Gerda Muller, Père Castor no 282
- 1961 : Une histoire de lapin, illustrations de Gerda Muller, Père Castor no 290
- 1961 : Marianne fait les commissions, illustrations de Gerda Muller, Père Castor no 291
- 1961 : Antonio un petit italien, illustrations Bénédicte de la Roncière, Père Castor no 293
- La grande panthère noire, illustrations de Lucile Butel, collection Père Castor, Flammarion
- La Chèvre et les biquets, illustrations de Gerda Muller, Père Castor, Flammarion